# Ziarnko tamaryszku
Ziarnko tamaryszku – amerykańsko-brytyjski melodramat z 1974 roku na podstawie powieści Evelyn Anthony.

## Główne role
- Julie Andrews – Judith Farrow
- Omar Sharif – Fiodor Sverdlov
- Anthony Quayle – Jack Loder
- Dan O’Herlihy – Fergus Stephenson
- Sylvia Syms – Margaret Stephenson
- Oskar Homolka – Generał Golitsyn
- Bryan Marshall – George MacLeod
- David Baron – Richard Paterson
- Celia Bannerman – Rachel Paterson
- Roger Dann – Pułkownik Moreau
- Sharon Duce – Sandy Mitchell
- George Mikell – Major Stukalov
- Kate O’Mara – Anna Skriabina
- Constantine Gregory – Dimitri Memenov

## Fabuła
Judith Farrow jest atrakcyjną wdową i spędza wakacje na Barbadosie, próbując wyleczyć się z niedawnego romansu. Na wyspie poznaje przystojnego Rosjanina Fiodora. Razem spędzają czas odwiedzając piękne miejsca wyspy, ale ten powoli budujący się romans stanie się problemem. Wynika to z geopolitycznej sytuacji wyspy. Judith jest asystentką ważnego pracownika brytyjskiego MSZ w Londynie, Fiodor jest radzieckim attaché lotniczym podlegającym generałowi Golitsynowi. Oficer brytyjskiego wywiadu Jack Loder podejrzewa, że Sverdlov chce zwerbować Judith do pracy w KGB...

## Nagrody i nominacje
Nagroda BAFTA 1974
- Najlepsza aktorka drugoplanowa - Sylvia Syms (nominacja)